# Pácafalu
Pácafalu, más néven Apácafalu, Apáca (románul Chilia) falu Romániában, Szatmár megyében.

## Fekvése
Erdődtől keletre, Alsóhomoród és Középhomoród közt fekvő település.

## Története
Nevét 1370-ben Pácafaluként említette először oklevél.
1370-ben a szatmári apácáké volt, s róluk is nevezték el. Később a Drágfiaké volt és a bélteki uradalomhoz tartozott egészen a 16. század közepéig, majd az erdődi, utána pedig az erdőszádai uradalommal a szatmári vár tartozéka lett.
1648-ban Apatzaffalva néven írták, ekkor Rákóczi György birtoka volt.
1668-ban gróf Csáky István kapott rá királyi adományt, majd a báró Wesselényieké lett.
A szatmári béke után gróf Károlyi Sándor kapta meg.
A 20. század elején gróf Károlyi Lajos volt itt nagyobb birtokos. Ekkor Szatmár vármegye Erdődi járásához tartozott.
1910-ben 465 lakosából 18 magyar, 411 román volt. Ebből 7 római katolikus, 444 görögkatolikus, 13 izraelita volt.
1913-ban nevét Pácafalunak írták.

## Nevezetességek
- Görögkatolikus temploma 1861-ben épült.